# Олександр Єрофєєв
Олександр Єрофєєв (латис. Aleksandrs Jerofejevs; 12 квітня 1984, м. Рига, Латвія) — латвійський хокеїст, захисник. Виступає за «Кубань» (Краснодар) у Вищій хокейній лізі.
Виступав за ХК «Рига 2000», «Сталкер/Юніорс» (Даугавпілс), «Металургс» (Лієпая), «Ільвес» (Тампере), ХК «Попрад», «Славія» (Прага), «Металург» (Новокузнецьк), «Слован» (Братислава).
У чемпіонатах Словаччини — 55 матчів (6+15), у плей-оф — 21 матч (1+3). В чемпіонатах Чехії — 69 матчів (2+3). 
У складі національної збірної Латвії учасник чемпіонатів світу 2006, 2007, 2008, 2009 і 2010 (30 матчів, 2+4). У складі молодіжної збірної Латвії учасник чемпіонату світу 2004 (дивізіон I).
Досягнення
- Чемпіон Словаччини (2012).